# Тормак (комуна)
Тормак (рум. Tormac) — комуна у повіті Тіміш в Румунії. До складу комуни входять такі села (дані про населення за 2002 рік):
- Кадер (288 осіб)
- Тормак (1593 особи)
- Шипет (856 осіб)

Комуна розташована на відстані 381 км на захід від Бухареста, 33 км на південний схід від Тімішоари.

## Населення
За даними перепису населення 2002 року у комуні проживали 2737 осіб.
Національний склад населення комуни:
| Національність | Кількість осіб | Відсоток |
| -------------- | -------------- | -------- |
| румуни         | 1480           | 54,1%    |
| угорці         | 1158           | 42,3%    |
| словаки        | 63             | 2,3%     |
| цигани         | 13             | 0,5%     |
| українці       | 9              | 0,3%     |
| німці          | 8              | 0,3%     |
| серби          | 4              | 0,1%     |
| болгари        | 1              | < 0,1%   |
| хорвати        | 1              | < 0,1%   |

Рідною мовою назвали:
| Мова       | Кількість осіб | Відсоток |
| ---------- | -------------- | -------- |
| румунська  | 1494           | 54,6%    |
| угорська   | 1155           | 42,2%    |
| словацька  | 61             | 2,2%     |
| циганська  | 13             | 0,5%     |
| німецька   | 7              | 0,3%     |
| українська | 5              | 0,2%     |
| болгарська | 1              | < 0,1%   |

Склад населення комуни за віросповіданням:
| Релігія                                       | Кількість осіб | Відсоток |
| --------------------------------------------- | -------------- | -------- |
| православні                                   | 1395           | 51,0%    |
| реформати                                     | 1029           | 37,6%    |
| римо-католики                                 | 182            | 6,6%     |
| п'ятдесятники                                 | 69             | 2,5%     |
| греко-католики                                | 28             | 1,0%     |
| баптисти                                      | 21             | 0,8%     |
| адвентисти                                    | 2              | 0,1%     |
| лютерани (Синодально-пресвітеріанська церква) | 2              | 0,1%     |
| лютерани                                      | 2              | 0,1%     |
| атеїсти                                       | 2              | 0,1%     |
| мусульмани                                    | 1              | < 0,1%   |
| не вказали релігію                            | 1              | < 0,1%   |